# Grupo GSA
Grupo GSA é uma indústria Brasileira no segmento de produtos alimentícios. Foi selecionada em 2011 uma das 250 PMEs que mais crescem no Brasil.

## História
Inovação tecnológica, compromisso com valores humanos, transparência em todas as transações comerciais e respeito com o meio ambiente sempre fizeram parte da ideologia empresarial da GSA, desde a sua origem. Fundada em 1984, a GSA começou a trilhar o caminho do crescimento a partir de 2002, quando o jovem empresário Sandro Marques Scodro assumiu o comando da empresa.
Para assegurar o crescimento e garantir os compromissos com a sociedade e seus colaboradores, a GSA implantou um modelo de gestão empresarial que orienta profissionais a atuarem conforme os valores, missão e visão definidos pela empresa.

Linha do Tempo:
- 1984: Fundação da GAMA
- 1995: Lançamento da Marca Icebel
- 2002: Inicio da gestão de Sandro Marques Scodro
- 2003: Lançamento da Marca Refreskant
- 2007: Lançamento da Marca Sandella
- 2008: Lançamento da Marca Yolle
- 2012: Aquisição das Marcas Velly e Produtos Paulista
- 2014: Inauguração da nova fábrica
- 2018: Lançamento da Marca Dona Raiz

Fachada GSA 2008

Fachada GSA 2012

- 2018: Lançamento da Marca San Chips
- 2018: Lançamento da Marca Sanditos

## Ligações externas

Dona Raiz

Sanditos

## Marcas

Fachada GSA 2014

Refreskant

Sandella

- Refreskant
- Sandella
- Velly
- Dona Raiz
- Icebel
- Sanditos
- Yolle
- Sanchips
- Sanditos